# Remei Cortès i Ayats
Remei Cortès i Ayats (19??, Barcelona — 1 de maig de 2025) va ser una pianista catalana de projecció internacional, reconeguda per la seva interpretació de l’obra de Frederic Mompou. Nascuda a la vila de Sarrià, es va formar a Lovaina, Brussel·les, Alemanya i París amb mestres com Jean Browers i Sthephan Askenase. Exercí la docència a Brussel·les, i va oferir concerts a Europa i Amèrica Llatina. Va residir a Bèlgica fins al 2018, any en què va tornar a Barcelona. Cortès va enregistrar Piano works amb l’assessorament de Mompou, quan el músic estava a punt de morir, gravació que inclou els quatre quaderns de Música callada, obra emblemàtica del compositor. El 2001 en va publicar una segona part. La crítica especialitzada destacà la seva lluminositat i capacitat per transmetre la melangia característica de Mompou. Va rebre el Premi Excel·lència i la Medalla del govern belga, i va comptar amb el reconeixement de Frederic Mompou.